# Dolores Heredia

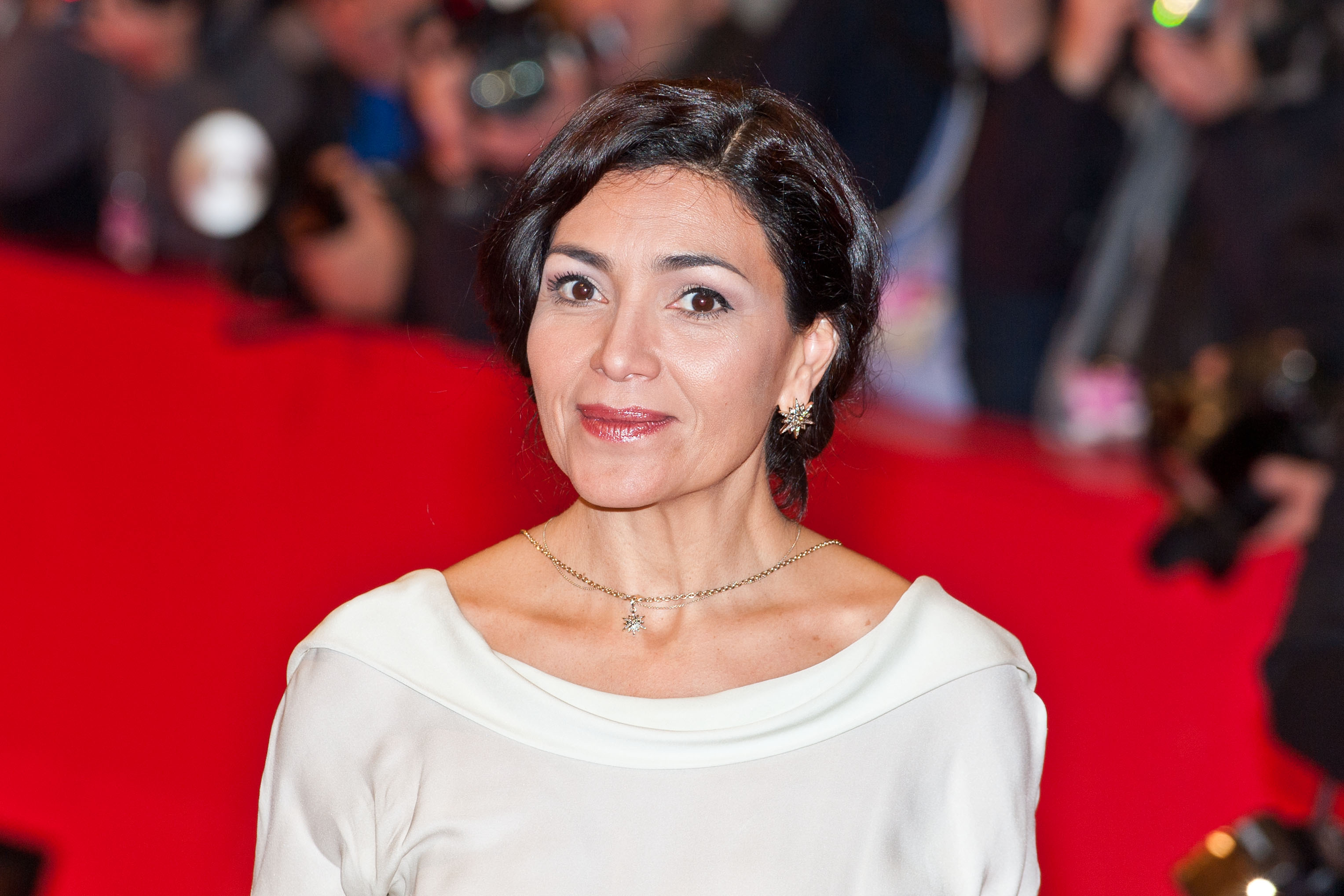
Dolores Heredia (2014)

Dolores Heredia (* 6. Oktober 1966 in La Paz, Baja California Sur) ist eine mexikanische Schauspielerin.
Heredia wuchs in La Paz als jüngstes von sieben Kindern auf. Ihre Mutter war eine Fotografin aus Sinaloa und ihr Vater Seemann aus Guanajuato. Sie studierte Theaterwissenschaften an der Nationalen Autonomen Universität Mexikos.

## Ehrungen/Preise
- 1995: Premio Ariel, Nominierung, Dos crímenes
- 1999: Festival international du film d’Amiens, Beste Hauptdarstellerin, Santitos
- 1999: Premio Ariel, Nominierung, Santitos
- 1999: Festival Internacional de cine de Cartagena, Beste Hauptdarstellerin, Santitos
- 2008: Festival Internacional de Cine en Guadalajara, Beste Hauptdarstellerin, Conozca la cabeza de Juan Pérez

## Filmografie (Auswahl)
Serien
- 1993: The Wrong Man
- 2004: Gitanas
- 2005: Mujeres
- 2006: Marina
- 2008–2010: Capadocia
- 2008: Deseo prohibido
- 2012: La ruta blanca
- 2018: Diablero

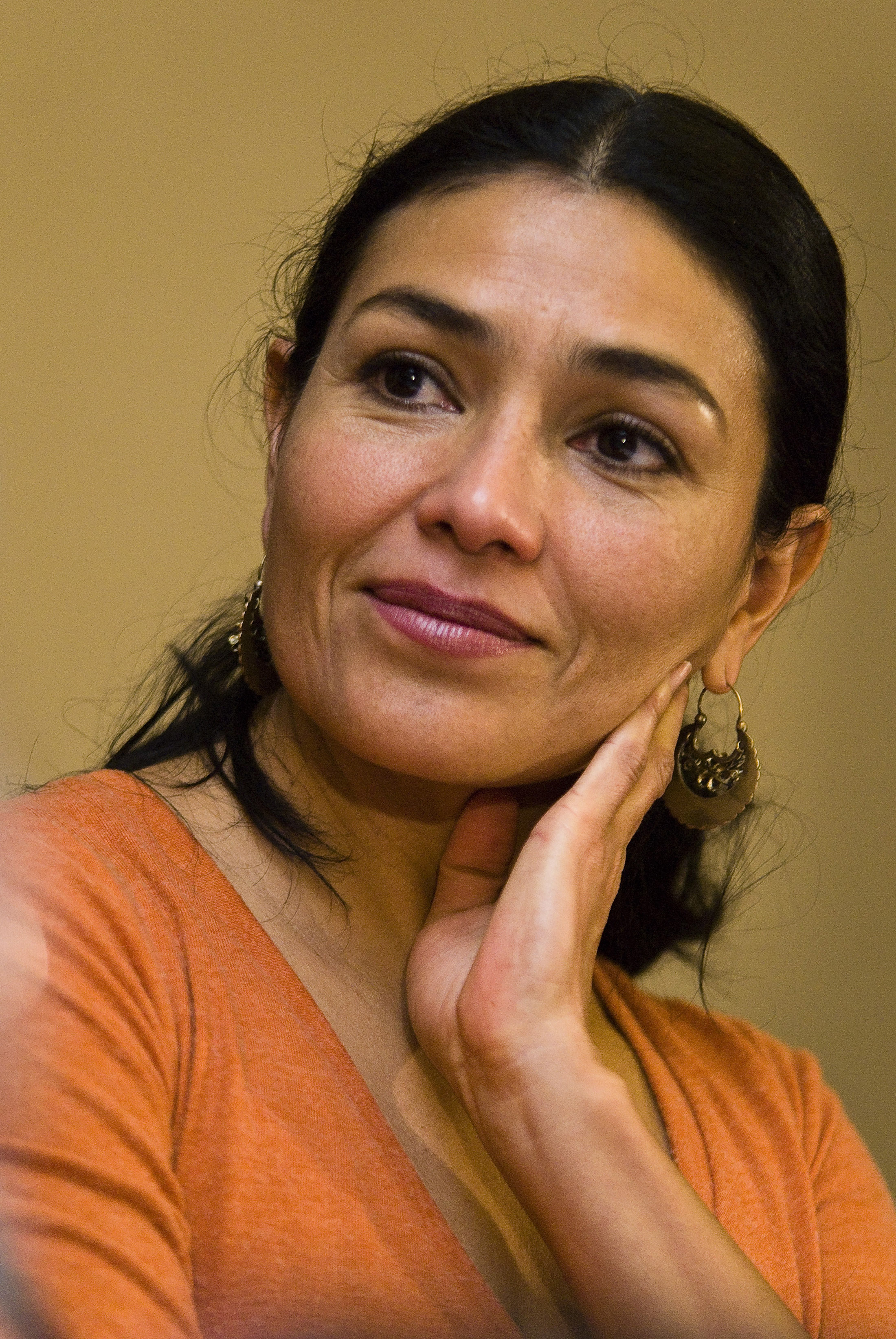
Dolores Heredia (2010)

- 2022: Der Herzensbrecher (El galán. La TV cambió, él no)

Filme
- 1990: La otra orilla
- 1990: Pueblo de madera
- 1991: El patrullero
- 1991: Sombra de ángel
- 1991: Un cielo cruel y una tierra colorada
- 1992: De barro
- 1993: Decisiones
- 1993: Pueblo viejo
- 1994: La hija del Puma
- 1994: Vagabunda
- 1995: Desiertos mares
- 1995: Dos crímenes
- 1995: En el aire
- 1995: Un hilito de sangre
- 1995: Un pedazo de noche
- 1999: Santitos
- 2001: De la calle
- 2002: Ciudades oscuras
- 2003: La mudanza
- 2003: Suertuda gloria
- 2005: La historia del baúl rosado
- 2006: Cobrador: In God We Trust
- 2006: Fuera del cielo
- 2006: La mirada del adiós
- 2006: Mujer alabastrina
- 2006: Sexo, amor y otras perversiones 2
- 2007: Al final del día
- 2007: Tr3s
- 2008: Conozca la cabeza de Juan Pérez
- 2008: El viaje de Teo
- 2008: Enemigos íntimos
- 2008: Purgatorio
- 2008: Rudo y Cursi
- 2008: 8 Blickwinkel (Vantage Point)
- 2009: El horno
- 2009: Rock Marí
- 2010: 180º
- 2010: Días de gracia
- 2012: Get the Gringo
- 2022: El norte sobre el vacío